# Themistoclesia anfracta
Themistoclesia anfracta är en ljungväxtart som först beskrevs av A. C. Smith, och fick sitt nu gällande namn av Herman Otto Sleumer. Themistoclesia anfracta ingår i släktet Themistoclesia och familjen ljungväxter. Inga underarter finns listade i Catalogue of Life.